# Romanisation du thaï
La romanisation du thaï est un procédé utilisé pour translittérer des lettres de l’alphasyllabaire thaï en lettres de l’alphabet latin. Il existe plusieurs normes pour cette romanisation dont notamment le système du roi Rama VI (1913), le système de l’Institut royal de Thaïlande (1939, 1968, 1999), la romanisation ALA-LC, la romanisation du GENUNG, la romanisation BGN/PCGN, la norme ISO 11940 de 1998 et sa simplification, la norme ISO 19940-2 de 2007, ou encore la romanisation de Cœdès du thaï (en).
On peut aussi transcrire phonétiquement les sons de la langue thaï avec l'alphabet phonétique international (API) (norme ISO 11940).